# Policheta crassispinosa
Policheta crassispinosa là một loài ruồi trong họ Tachinidae.